# ロブ・ロウ
ロブ・ロウ（Rob Lowe、本名: Robert Hepler Lowe、1964年3月17日 - ）は、アメリカ合衆国の映画監督・俳優。

## 来歴・人物
バージニア州出身。父は弁護士。弟は俳優のチャド・ロウ。
幼い頃から児童劇団に参加。子役として舞台で活躍した。12歳のときの両親の離婚を機に、住んでいたオハイオ州からマリブに移住、そこでマーティン・シーンの長男で後のスーパースターとなるエミリオ・エステベスと知り合った。サンタモニカ高校入学後は、かねて親交のあったショーン・ペンらとともにオーディションに励み、1979年のテレビシリーズでプロの俳優としてスタートを切った。
1983年『サーズディ・チャイルド』などテレビドラマの主演が多数だったが、同年『アウトサイダー』で注目され、一躍トップスターの仲間入りを果たす。以後は『オックスフォード・ブルース』、『きのうの夜は…』などのロマンティックな作品に代表されるクールで爽やかな青年像を多く演じた。一転して『マスカレード/甘い罠』では危険な魅力を漂わせるキャラクターでも成功。続く『おかしなおかしな探偵物語』ではロマンティックコメディにも挑戦。ここまでのキャリアは順調に思えたが、アトランタ滞在中、アメリカ民主党大会に参加した際、未成年の少女と肉体関係を持ったことがマスコミに発覚、一大スキャンダルとして批判された。証拠となるプライベート・ビデオも流出、これには一部始終が記録されていたため決め手となり、スターの地位を傷つける結果となった。
通常、アメリカ国内では未成年女性とのスキャンダルにはとくに厳しく、俳優活動も当時としては絶望視されたが、辛くも復帰。冷遇やファン離れの心配もあったものの『バッド・インフルエンス/悪影響』では屈折した主人公を、『冷たい接吻/COOL KISS』ではスキャンダラスな犯罪捜査官と、これまでにない役柄で新境地を開いた。
1997年には『クライムコレクション』を初監督。その後もドタバタコメディの傑作『オースティン・パワーズ』シリーズに出演。
2000年以降では、テレビシリーズ『ザ・ホワイトハウス』でサム・シーボン広報部次長役を演じながら、映画ではミニシアター作品ながら年1、2作のペースで主演作を撮りつづけるなど、地道な活躍を続けている。
1991年7月22日に、メイクアップアーティストのシェリル・リン・バーコフ(Sheryl Lynn Berkoff)と結婚する。
1993年9月23日に、第一子となる男児が誕生。マシュー・エドワード・ロウ(Matthew Edward Lowe)と命名。彼はデューク大学を卒業後、ロヨラ・ロー・スクールを卒業し、弁護士の資格を取得している。
1995年11月6日に、第二子となる男児が誕生。ジョン・"ジョニー"・オーウェン・ロウ(John "Johnny" Owen Lowe)と命名。彼はスタンフォード大学を卒業。現在は俳優、脚本家として活動している。
2012年1月18日、TwitterでNFLのスーパースター、ペイトン・マニングの引退情報をつぶやき騒動となった。

## 主な出演作品

### 映画
| 公開年 | 邦題 原題                                                               | 役名                           | 備考           |
| ------ | ----------------------------------------------------------------------- | ------------------------------ | -------------- |
| 1983   | サーズディ・チャイルド Thursday's Child                                 | サム                           | テレビ映画     |
| 1983   | アウトサイダー The Outsiders                                            | ソーダポップ・カーティス       |                |
| 1983   | 恋のスクランブル Class                                                  | スキップ                       |                |
| 1984   | ホテル・ニューハンプシャー The Hotel New Hampshire                      | ジョン・ベリー                 |                |
| 1984   | オックスフォード・ブルース Oxford Blues                                 | ニック                         |                |
| 1985   | セント・エルモス・ファイアー St. Elmos Fire                             | ビリー・ヒックス               |                |
| 1986   | 栄光のエンブレム Youngblood                                             | ディーン・ヤングブラッド       |                |
| 1986   | きのうの夜は… About Last Night...                                       | ダニー・マーティン             |                |
| 1987   | スクエアダンス Square Dance                                             | ロリー                         |                |
| 1987   | マスカレード/甘い罠 Masquerade                                          | ティム                         |                |
| 1988   | おかしなおかしな探偵物語 Illegally Yours                                | リチャード・ダイス             |                |
| 1990   | バッド・インフルエンス/悪影響 Bad Influence                             | アレックス                     |                |
| 1990   | 夢で逢えたら If The Shoe Fits                                           | フランチェスコ                 | テレビ映画     |
| 1991   | シールズ/栄光の戦士たち The Finest Hour                                 | ローレンス・ハマー             |                |
| 1992   | ウェインズ・ワールド Wayne's World                                      | ベンジャミン・オリバー         |                |
| 1995   | ワイルド・ガンズ Frank & Jesse                                          | ジェシー・ジェームズ           |                |
| 1995   | クリス・ファーレイはトミーボーイ Tommy Boy                              | ポール・バリッシュ             | クレジットなし |
| 1996   | 冷たい接吻/COLD KISS First Degree                                       | リック・マーロウ               |                |
| 1996   | トゥモロー・ネバー・デッド/007は殺しの暗号 Fox Hunt                     | エディソン                     |                |
| 1996   | 狼たちの街 Mulholland Falls                                             | フッドラム                     | クレジットなし |
| 1996   | 密約の地 On Dangerous Ground                                            | ショーン・ディロン             | テレビ映画     |
| 1997   | オースティン・パワーズ Austin Powers: International Man of Mystery      | 首を刎ねられた子分の友人       | カメオ出演     |
| 1997   | ストーカー/狂気の罠 Living in Peril                                     | ウォルター・ウッド             |                |
| 1997   | コンタクト Contact                                                      | リチャード・ランク             |                |
| 1997   | 嵐の眼 Midnight Man                                                     | ショーン・ディロン             | テレビ映画     |
| 1997   | SURVIVOR/野獣地帯 Hostile Intent                                        | クリアリー                     |                |
| 1997   | クレイジー・シックス Crazy Six                                          | ビリー（クレイジー・シックス） |                |
| 1998   | アウトレイジ/連鎖脅迫 Outrage                                           | トム・ケイシー                 | テレビ映画     |
| 1998   | ミッドナイト・キャブ For Hire                                           | ミッチ・ローレンス             |                |
| 1999   | 死の沈黙 Dead Silent                                                    | ケヴィン                       |                |
| 1999   | アトミック・トレイン Atomic Train                                       | ジョン・シーガー               | テレビ映画     |
| 1999   | オースティン・パワーズ:デラックス Austin Powers: The Spy Who Shagged Me | ナンバー2の若い頃              |                |
| 2000   | アンダー・プレッシャー Under Pressure                                   | ジョン・スペンサー             |                |
| 2000   | MIS II/メン・イン・スパイダー2 The Specials                             | The Weevil                     |                |
| 2001   | JUSTICE 必殺 Proximity                                                  | ウィリアム・コンロイ           |                |
| 2001   | ラナウェイ・ジェーン Jane Doe                                           | デヴィッド・ドゥ               | テレビ映画     |
| 2002   | N.Y.犯罪潜入捜査官 Framed                                               | マイク・サンティニ             | テレビ映画     |
| 2002   | オースティン・パワーズ ゴールドメンバー Austin Powers in Goldmember     | ナンバー2                      |                |
| 2003   | ハッピー・フライト View from The Top                                    | スティーヴ                     |                |
| 2004   | 死霊伝説セーラムズ・ロット Salem's Lot                                  | ベン・ミアーズ                 | テレビ映画     |
| 2004   | 恋しくてロンドン Perfect Strangers                                      | ロイド・ロックウェル           | テレビ映画     |
| 2006   | サンキュー・スモーキング Thank You for Smoking                          | ジェフ・マゴール               |                |
| 2006   | ノーラヴ・ノーライフ A Perfect Day                                      | ロブ・ハーラン                 | テレビ映画     |
| 2009   | ウソから始まる恋と仕事の成功術 The Invension of Lying                   | ブラッド                       |                |
| 2012   | 疑惑の男 ドリュー・ピーターソン Drew Peterson: Untouchable              | ドリュー・ピーターソン         | テレビ映画     |
| 2013   | 恋するリベラーチェ Behind the Candelabra                                | ジャック・スターツ医師         |                |
| 2014   | SEXテープ Sex Tape                                                      | ハンク                         |                |
| 2016   | モンスタートラック Monster Trucks                                       | リース・テネソン               |                |
| 2018   | だめんず・コップ2 Super Troopers 2                                      | ギー・ルフラン                 |                |
| 2019   | ホリデイ・イン・ザ・ワイルド Holiday in the Wild                        | デレク・ホリスタン             | 兼製作総指揮   |

### テレビシリーズ
| 放映年    | 邦題 原題                                | 役名                     | 備考                    |
| --------- | ---------------------------------------- | ------------------------ | ----------------------- |
| 1994      | ザ・スタンド The Stand                   | ニック・アンドロス       | ミニシリーズ            |
| 1999-2006 | ザ・ホワイトハウス The West Wing         | サム・シーボーン         | 計84話出演              |
| 2003      | 弁護士ジャック・ターナー The Lyon's Den  | ジャック・ターナー       | 兼製作総指揮 計13話出演 |
| 2004-2006 | Dr. Vegas                                | ビリー・グラント         | 計10話出演              |
| 2006-2010 | ブラザーズ&シスターズ Brothers & Sisters | ロバート・マキャリスター | 計78話出演              |
| 2010-2015 | Parks and Recreation                     | クリス                   | 計77話出演              |
| 2011-2014 | カリフォルニケーション Californication   | エディ・ネロ             | 計6話出演               |
| 2013      | To Appomattox                            | ユリシーズ・S・グラント  | 計8話出演               |
| 2015-2016 | ロブ・ロウの敏腕ドラマ弁護士 The Grinder | ディーン・サンダーソン   | 計22話出演              |
| 2015      | You, Me and the Apocalypse               | ジュード・サットン神父   | 計8話出演               |
| 2016–2018 | コード・ブラック 生と死の間で Code Black | イーサン・ウィリス       | 計29話出演              |
| 2017      | 宇宙探査艦オーヴィル The Orville         | ダルリオ                 | ゲスト                  |
| 2019-2025 | 9-1-1: Lone Star                         | オーウェン・ストランド   | 主演                    |

## 監督作品
- クライムコレクション(1997)